# Gdy przychodzi kot
Gdy przychodzi kot (cz. Až přijde kocour) – czechosłowacka komedia z 1963 roku w reżyserii Vojtěcha Jasnego. Zdjęcia kręcono w Telczu.
Na 16. MFF w Cannes w 1963 roku film otrzymał Nagrodę Specjalną Jury (ex aequo z japońskim filmem Harakiri Masakiego Kobayashiego). Rok później przyznano mu również Wyróżnienie Specjalne na MFF w Salonikach.

## Opis fabuły
Do małego miasteczka przyjeżdża trupa cyrkowa, która przywozi ze sobą kota Mourka. Kot ma oczy zakryte okularami przeciwsłonecznymi. W czasie przedstawienia asystentka Diana zdejmie kotu okulary i mieszkańcy miasta widzą się w kolorach, właściwych dla ich charakteru. Kłamcy stają się fioletowi, zakochani – czerwoni, a niewierni stają się żółci. Grupa ludzi z miasteczka zamierza porwać kota, ale bronią go skutecznie dzieci.

## Obsada
- Jan Werich jako magik i Oliva (w podwójnej roli)
- Vlastimil Brodský jako nauczyciel Robert
- Emília Vášáryová jako Diana
- Jiří Sovák jako dyrektor szkoły
- Vladimír Menšík jako woźny
- Jiřina Bohdalová jako Julia
- Karel Effa jako Janek
- Vlasta Chramostová jako Marjanka
- Ladislav Fialka jako złodziej
- Václav Babka jako policjant
- Stella Zázvorková jako Ružena
- Pavel Brodský jako Petříček
- Dana Dubanská jako Jindřiška
- Alena Bradáčová
- Antonín Krčmář
- Michal Pospíšil